# Vanyarc
Vanyarc (slowakisch Veňarec) ist eine ungarische Gemeinde im Kreis Pásztó im Komitat Nógrád. Von den Bewohnern gehören elf Prozent zur Volksgruppe der Roma und fünfzehn Prozent zur Volksgruppe der Slowaken.

## Geografische Lage
Vanyarc liegt 21,5 Kilometer südwestlich der Kreisstadt Pásztó an dem Fluss Vanyarci-patak. Nachbargemeinden sind Bercel, Bér, Szirák, Erdőkürt, Acsa und Galgaguta.

## Geschichte
Die erste schriftliche Erwähnung des Ortes stammt aus dem Jahr 1286. Auf einer Erhebung namens Hraszti, die sich ungefähr zwei Kilometer nördlich des Ortes befindet, gab es eine Wallburg. In der Umgebung der Burg wurden Keramikscherben aus der Zeit der Árpáden und dem Spätmittelalter gefunden. Wahrscheinlich wurde die Wallburg im 16. Jahrhundert zerstört.
Im Jahr 1907 gab es in der damaligen Kleingemeinde 218 Häuser und 1263 Einwohner auf einer Fläche von 5596 Katastraljochen. Sie gehörte zu dieser Zeit zum Bezirk Szirák im Komitat Nógrád.

## Sehenswürdigkeiten
- Dessewfyy–Bánffy-Landhaus (Dessewfyy–Bánffy-kúria), erbaut 1852
- Evangelische Kirche, erbaut 1799 im barocken Stil
- Haluskafesztivál
- Mariendenkmal im Mariengarten am Pilgerweg
- Pálné-Veres-Gedenktafel
- Römisch-katholische Kirche Árpád-házi Szent Erzsébet
- Trachtenpuppenmusuem (Viselettörténeti Babamúzeum)

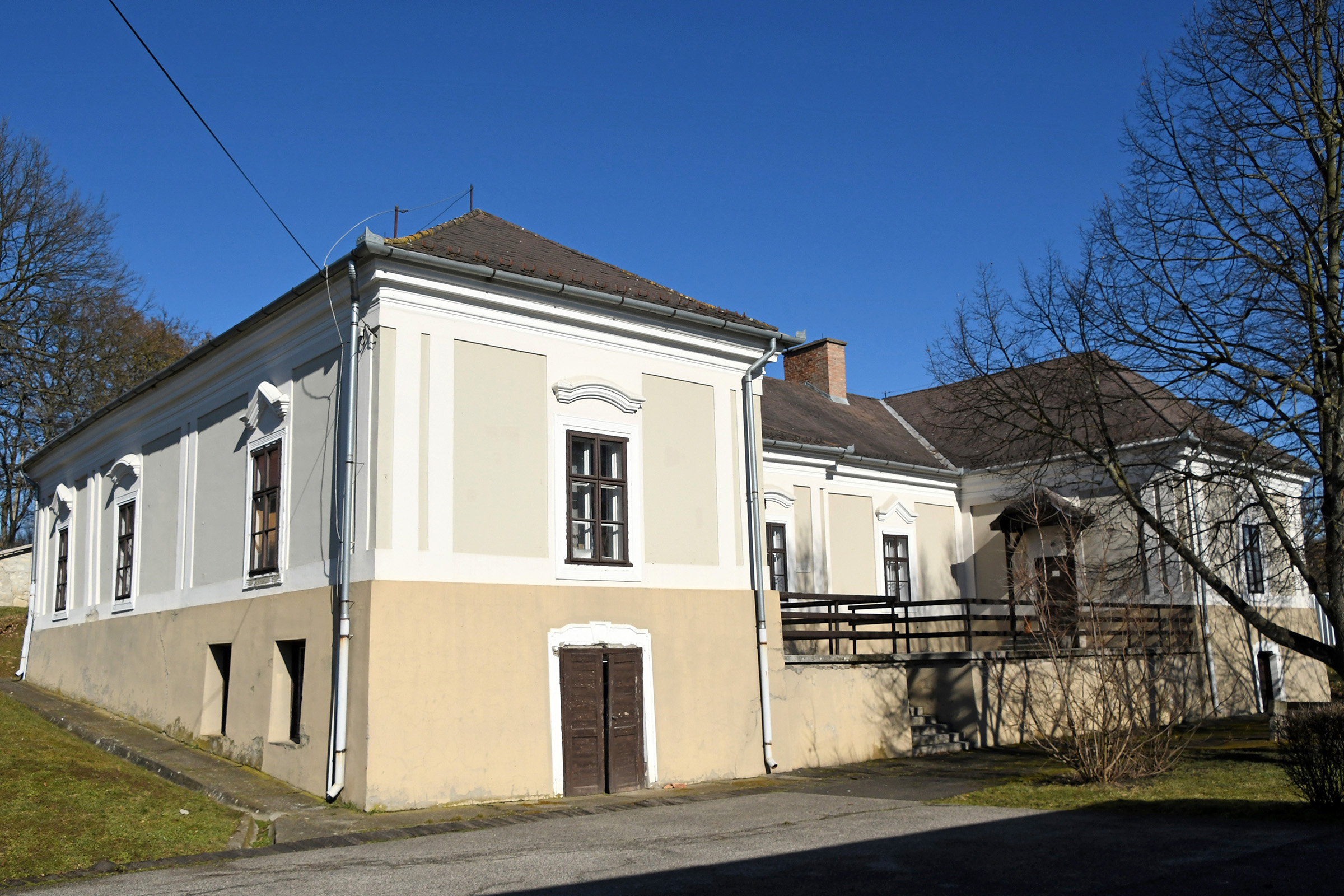
Dessewfyy–Bánffy-Landhaus
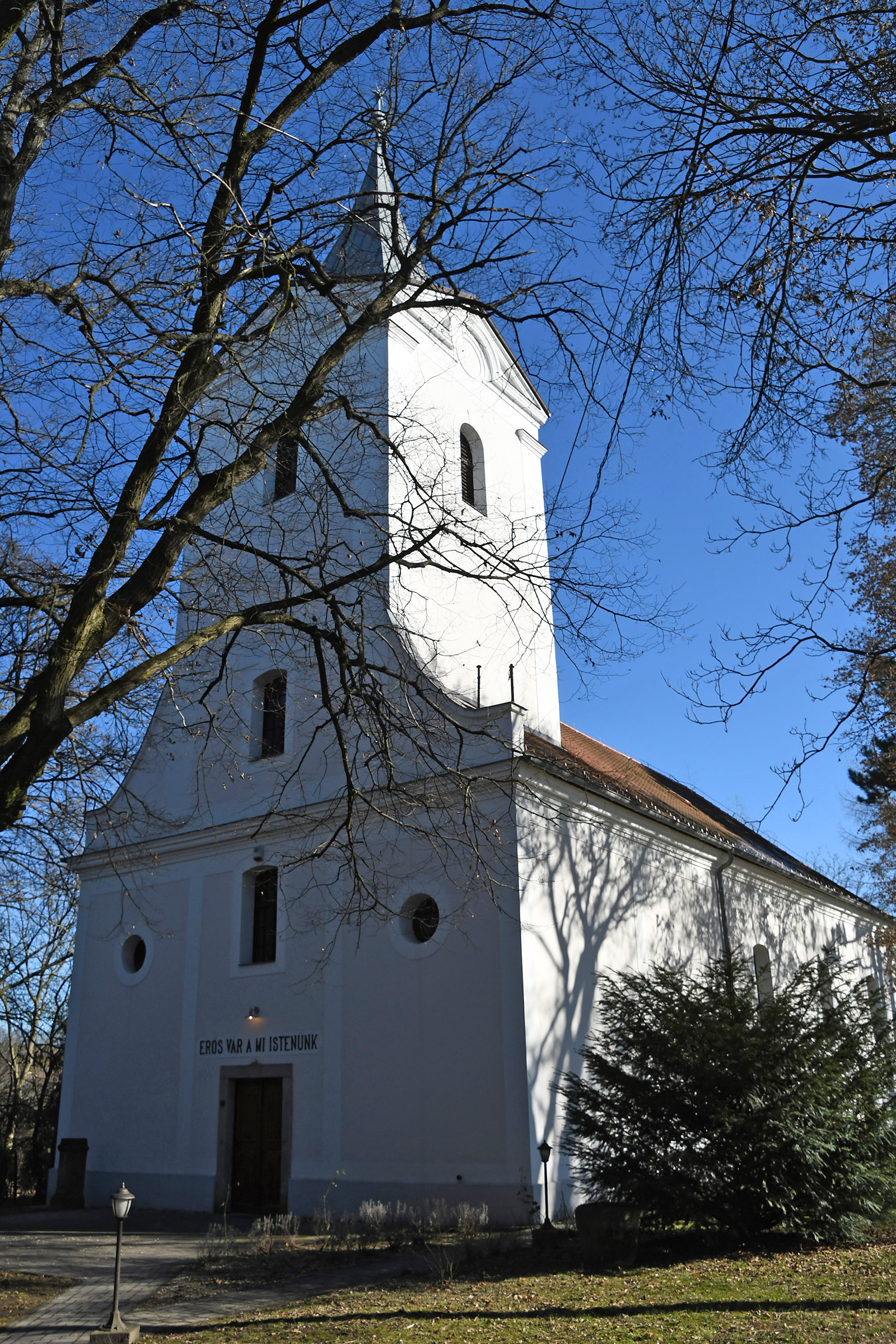
Evangelische Kirche

## Verkehr
Durch Vanyarc verläuft die Landstraße Nr. 2129, von der die Landstraße Nr. 2137 in südliche Richtung nach Kálló abzweigt. Es bestehen Busverbindungen nach Pásztó, Hatvan sowie über Bercel nach Galgaguta, wo sich der nächstgelegene Bahnhof befindet. Durch den Ort führt der Pilgerweg Mária-út M80.